# Puccinia aromatica
Puccinia aromatica är en svampart som beskrevs av Bubák 1902. Puccinia aromatica ingår i släktet Puccinia och familjen Pucciniaceae.   Inga underarter finns listade i Catalogue of Life.